# 仏滅そだち
「仏滅そだち」（ぶつめつそだち）は、1985年11月1日に発売された、とんねるず2枚目のオリジナル・アルバム。ジャケットは『心霊写真』をイメージしている。

## 収録曲

### LP盤 / CT盤
| 全作詞: 秋元康、全作曲・編曲: 見岳章。 |                                       |        |            |      |
| #                                      | タイトル                              | 作詞   | 作曲・編曲 | 時間 |
| 1.                                     | 「角田さんのテーマ 〜おぅっ俺だよ〜」 | 秋元康 | 見岳章     | 5:11 |
| 2.                                     | 「天使の恥骨」                        | 秋元康 | 見岳章     | 3:18 |
| 3.                                     | 「Shikato」(石橋ソロ曲。)             | 秋元康 | 見岳章     | 4:55 |
| 4.                                     | 「After Summer」                      | 秋元康 | 見岳章     | 6:50 |
| 合計時間:                              | 合計時間:                             | 20:14  |            |      |

| 全作詞: 秋元康、全作曲・編曲: 見岳章。 |                                                  |        |            |      |
| #                                      | タイトル                                         | 作詞   | 作曲・編曲 | 時間 |
| 1.                                     | 「仏滅そだち 〜Who Am I〜」                      | 秋元康 | 見岳章     | 4:43 |
| 2.                                     | 「青年の主張 (New Version)」                     | 秋元康 | 見岳章     | 5:27 |
| 3.                                     | 「チェックのシャツでボンヨヨヨーン」(木梨ソロ曲) | 秋元康 | 見岳章     | 3:27 |
| 4.                                     | 「フォーカスされたい」                           | 秋元康 | 見岳章     | 3:33 |
| 5.                                     | 「18金の夜」                                     | 秋元康 | 見岳章     | 3:19 |
| 合計時間:                              | 合計時間:                                        | 20:29  |            |      |

### CD盤
| 全作詞: 秋元康、全作曲・編曲: 見岳章。 |                                       |        |            |      |
| #                                      | タイトル                              | 作詞   | 作曲・編曲 | 時間 |
| 1.                                     | 「角田さんのテーマ 〜おぅっ俺だよ〜」 | 秋元康 | 見岳章     | 5:11 |
| 2.                                     | 「天使の恥骨」                        | 秋元康 | 見岳章     | 3:18 |
| 3.                                     | 「Shikato」                           | 秋元康 | 見岳章     | 4:55 |
| 4.                                     | 「After Summer」                      | 秋元康 | 見岳章     | 6:50 |
| 5.                                     | 「仏滅そだち 〜Who Am I〜」           | 秋元康 | 見岳章     | 4:43 |
| 6.                                     | 「青年の主張 (New Version)」          | 秋元康 | 見岳章     | 5:27 |
| 7.                                     | 「チェックのシャツでボンヨヨヨーン」  | 秋元康 | 見岳章     | 3:27 |
| 8.                                     | 「フォーカスされたい」                | 秋元康 | 見岳章     | 3:33 |
| 9.                                     | 「18金の夜」                          | 秋元康 | 見岳章     | 3:19 |
| 合計時間:                              | 合計時間:                             | 40:43  |            |      |

### 解説
1. 「角田さんのテーマ 〜おぅっ俺だよ〜」
イントロで聞き取れないほどの小さな音量で石橋と木梨が言葉をつぶやいてるのが聞こえるが、突然「ボリューム触るんじゃねえよ!!」と大声で叫ぶ、というイタズラが仕掛けられている。
2. 「天使の恥骨」
3. 「Shikato」
佐野元春の世界観をモチーフ。佐野の名前も歌詞に出てくる。
4. 「After Summer」
5. 「仏滅そだち 〜Who Am I〜」
6. 「青年の主張 (New Version)」
4thシングル。
7. 「チェックのシャツでボンヨヨヨーン」
チェッカーズの世界観をモチーフ。
出だしは「ジュリアに傷心」のメロディに似せている。
8. 「フォーカスされたい」
写真週刊誌をテーマに制作。
9. 「18金の夜」